# Верона-Вок (Флорида)
Верона-Вок (англ. Verona Walk) — переписна місцевість (CDP) в США, в окрузі Колльєр штату Флорида. Населення — 2713 особи (2020).

## Географія
Верона-Вок розташована за координатами 26°5′3″ пн. ш. 81°40′47″ зх. д. / 26.08417° пн. ш. 81.67972° зх. д. (26.084125, -81.679850).  За даними Бюро перепису населення США в 2010 році переписна місцевість мала площу 4,14 км², з яких 4,14 км² — суходіл та 0,00 км² — водойми.

## Демографія
Згідно з переписом 2010 року, у переписній місцевості мешкали 1782 особи в 860 домогосподарствах у складі 593 родин. Густота населення становила 431 особа/км².  Було 1357 помешкань (328/км²).
Расовий склад населення:
| - 95,6 % — білих - 1,2 % — чорних або афроамериканців - 0,8 % — азіатів - 0,1 % — вихідців з тихоокеанських островів - 0,1 % — корінних американців |

До двох чи більше рас належало 1,3 %. Частка іспаномовних становила 8,2 % від усіх жителів.
За віковим діапазоном населення розподілялося таким чином: 11,6 % — особи молодші 18 років, 55,3 % — особи у віці 18—64 років, 33,1 % — особи у віці 65 років та старші. Медіана віку мешканця становила 58,8 року. На 100 осіб жіночої статі у переписній місцевості припадало 87,2 чоловіків;  на 100 жінок у віці від 18 років та старших — 86,5 чоловіків також старших 18 років.
Середній дохід на одне домашнє господарство  становив 73 955 доларів США (медіана — 63 482), а середній дохід на одну сім'ю — 83 227 доларів (медіана — 64 587). За межею бідності перебувало 15,4 % осіб, у тому числі 26,4 % дітей у віці до 18 років та 11,8 % осіб у віці 65 років та старших.
Цивільне працевлаштоване населення становило 766 осіб. Основні галузі зайнятості: науковці, спеціалісти, менеджери — 21,4 %, фінанси, страхування та нерухомість — 20,6 %, будівництво — 15,1 %, мистецтво, розваги та відпочинок — 11,4 %.